# Kubernetes
Kubernetes (stylizowany na K8s) – otwartoźródłowa platforma do zarządzania, automatyzacji i skalowania aplikacji kontenerowych. Jego pierwotna wersja została stworzona w 2014 roku przez Google, a obecnie rozwijany jest przez Cloud Native Computing Foundation. Kubernetes działa z wieloma bibliotekami uruchomieniowymi dla kontenerów (ang. container runtime), takimi jak containerd, CRI-O, Docker Engine lub Mirantis Container Runtime. Jest również wspierany przez większość chmur publicznych i dostarczany w usłudze PaaS oraz IaaS. Wielu dostawców oferuje także własne dystrybucje Kubernetes pod inną nazwą.

## Historia

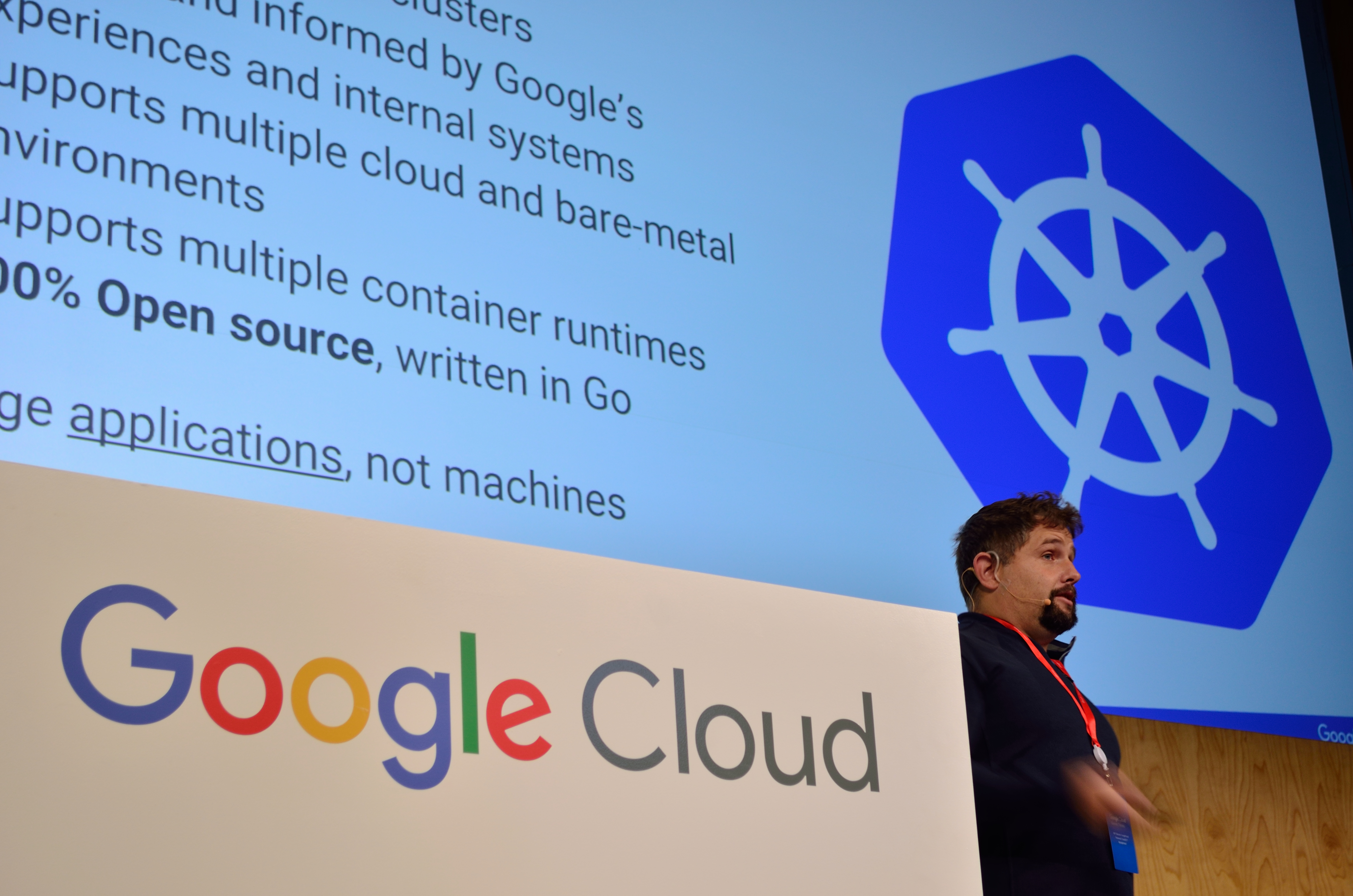
Dyskusja na temat Google Kubernetes Engine podczas Google Cloud Summit

Pracę nad projektem Kubernetes (κυβερνήτης, gr. gubernator, kapitan)  rozpoczęli trzej inżynierowie Google: Joe Beda, Brendan Burns i Craig McLuckie. Później dołączyli do nich inni pracownicy Google, w tym Brian Grant i Tim Hockin. W połowie 2014 roku firma Google ogłosiła pierwsze wydanie platformy. Duży wpływ na rozwój projektu miał opracowany w Google system Borg. Oryginalna nazwa kodowa Kubernetes w Google to Projekt Siedem z Dziewięciu (ang. Project Seven of Nine), co jest odniesieniem do fikcyjnej postaci z serialu Star Trek o tej samej nazwie, która jest „bardziej przyjaznym” Borgiem. Siedem szprych na kole logo Kubernetes odnosi się właśnie do tego kryptonimu. Oryginalny projekt Borg został napisany w całości w języku C++, ale przepisany system Kubernetes jest zaimplementowany w Go.    
Kubernetes v1.0 został wydany 21 lipca 2015 roku. W tym czasie przy współpracy z  Linux Foundation powstała także organizacja Cloud Native Computing Foundation (CNCF). 6 marca 2018 roku projekt Kubernetes zajął dziewiąte miejsce w liczbie commitów na GitHub oraz drugie miejsce w liczbie kontrybutorów i otworzonych issues.

## Obiekty Kubernetes
Kubernetes udostępnia zestaw narzędzi, które zapewniają mechanizmy wdrażania, utrzymywania i skalowania aplikacji w oparciu o procesor, pamięć lub niestandardowe parametry. Kubernetes został zaprojektowany tak, aby był elastyczny w celu umożliwienia szerokiego wykorzystania. Ta elastyczność jest w dużej mierze zapewniana przez API Kubernetes, który jest wykorzystywany przez komponenty wewnętrzne, a także przez rozszerzenia i kontenery uruchomione przez Kubernetes. Platforma kontroluje zasoby obliczeniowe i pamięciowe, definiując je jako obiekty, którymi następnie można zarządzać. Kluczowymi obiektami Kubernetes są:

### Pody
W nomenklaturze projektu pod oznacza abstrakcję grupującą skonteneryzowane komponenty. Pod składa się z jednego lub kilku kontenerów znajdujących się na tym samym hoście, mogących współdzielić zasoby. Pod jest najmniejszą jednostką możliwą do uruchomienia w Kubernetes.

### Usługi

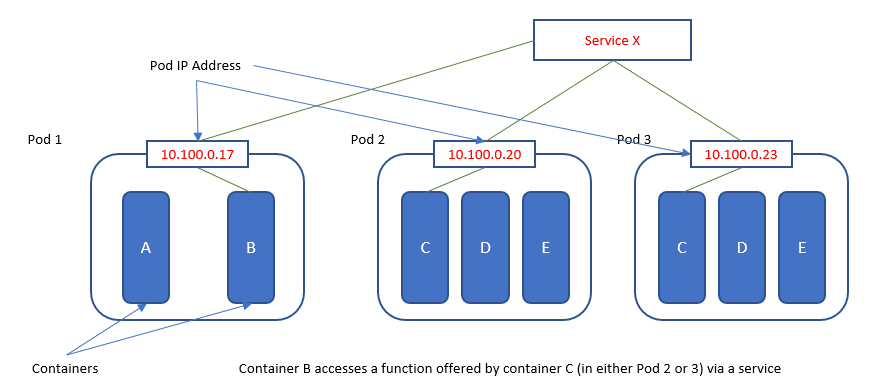
Uproszczony widok pokazujący, w jaki sposób Usługi współdziałają z siecią Pod w klastrze Kubernetes

Usługi (ang. services) Kubernetes to zestaw podów współpracujących ze sobą, tak jak jedna wielowarstwowa aplikacja. Zestaw podów stanowiących usługę jest definiowany przez selektor etykiet. 

### Wolumeny
Systemy plików w kontenerze Kubernetes domyślnie zapewniają efemeryczną pamięć masową. Oznacza to, że ponowne uruchomienie poda usuwa wszystkie dane z takich kontenerów, a zatem ta forma przechowywania jest dość ograniczająca. Wolumin (ang. volumes) Kubernetes zapewnia trwałe miejsce do przechowywania, które istnieje przez cały okres eksploatacji poda.

### Przestrzenie nazw
Kubernetes udostępnia współdzielone zasoby przez udostępnienie na wyłączność przy pomocy przestrzeni nazw  (ang. namespaces). Przestrzenie nazw są przeznaczone do użytku w środowiskach z wieloma użytkownikami w wielu zespołach lub projektach, a nawet w celu wydzielenia środowisk, takich jak deweloperskie, testowe i produkcyjne.

### Sekrety
Częstym wyzwaniem dla twórców aplikacji jest decydowanie, gdzie przechowywać oraz jak zarządzać informacjami poufnymi, takimi jak hasła, tokeny OAuth i klucze SSH. Mechanizm dostarczony przez Kubernetes nazywa się „sekretami” (ang. secrets). Sekrety są bezpieczniejsze i bardziej elastyczne niż umieszczanie wrażliwych danych w definicji poda lub w obrazie kontenera. 

## Mikroserwisy
Kubernetes jest powszechnie używany jako sposób hostowania mikroserwisów, ponieważ wraz z ekosystemem powiązanych narzędzi zapewnia wszystkie możliwości niezbędne do budowania aplikacji zgodnie z architekturą mikroserwisów.